# Мерсер, Джо
Джо́зеф (Джо) Ме́рсер (англ. Joseph Mercer; 9 августа 1914 — 9 августа 1990) — английский футболист и тренер.

## Игровая карьера
Мерсер начинал играть в небольшой команде «Чеширские Коты» в нападении на месте левого крайнего нападающего. В 18 лет его заметили сотрудники селекционной службы «Эвертона» из Ливерпуля. Свой первый профессиональный контракт Мерсер подписал в 1932 году.
Юный футболист очень быстро вписался в состав «ирисок», стал его основным игроком. В 1938 году в составе «Эвертона» Джо стал чемпионом Англии сезона 1938/39. Тогда же Мерсер дебютировал в сборной Англии.
Но началась Вторая мировая война, и Мерсера призвали в армию. Там он получает звание старшины.
В 1946 году Мерсер приходит на помощь «Арсеналу» — в войну погибли 9 основных футболистов клуба. Джо подписывает контракт с клубом, но оговаривает, что жить будет по-прежнему в Ливерпуле. Авторитет Мерсера был настолько высок, что руководство «канониров» согласилось на это. А ведь Джо был капитаном «Арсенала».
При помощи Мерсера «Арсенал» вновь ожил и стал играть. Уже в 1948 году «канониры» стали чемпионами Англии, а в 1950 выиграли Кубок Англии у «Ливерпуля» 2:0. В том же году Мерсер признан футболистом года.
В своём последнем сезоне он вновь привёл «канониров» к чемпионству. Мерсер хотел поиграть ещё немного, но сломал ногу. На этом закончилась его игровая карьера.

## Тренерская карьера
Карьеру тренера Мерсер начал в «Шеффилд Юнайтед» неудачно — 22-е место и вылет из первого дивизиона. В 1958 году Мерсер уходит в отставку с желанием принять большой футбольный клуб. Этим клубом стала «Астон Вилла». Но она тоже вылетела во второй дивизион. Через год «Вилла» вернулась, а ещё через год выиграла самый первый розыгрыш Кубка футбольной лиги. В 1964 году Мерсер перенёс инсульт, и руководство отправило его в отставку. Мерсер ушёл в «Манчестер Сити».
Именно там Джо добился своих самых больших успехов. В 1966 году команда вышла в первый дивизион, а уже в 1968 году «горожане» становятся чемпионами Англии. В 1969 году у «Лестер Сити» выигран Кубок Англии 1:0.
1970 год принес «Манчестер Сити» первый европейский трофей — Кубок кубков. Команда прошла «Атлетик», «Академику», «Льерс», «Шальке-04», а в финале в Вене побеждён «Гурник» из Забже.
В 1972 году Мерсер меняет обстановку и переезжает в Ковентри, где с 1972 по 1981 работает президентом ФК «Ковентри Сити». После этого Мерсер уходит на покой.
В 1974 году был исполняющим обязанности тренера сборной Англии. Под его руководством сборная выиграла Домашний чемпионат 1974 года.
Джозеф Мерсер умер на свой 76-й день рождения, сидя в любимом кресле, от болезни Альцгеймера.

## Достижения

### В качестве игрока
- Чемпион Англии — 1939, 1948, 1953
- Обладатель Кубка Англии — 1933, 1950
- Обладатель Суперкубка Англии — 1932, 1948, 1953

### В качестве тренера
- Чемпион Англии — 1968
- Обладатель Кубка Англии — 1969
- Обладатель Кубка лиги — 1961, 1970
- Обладатель Суперкубка Англии — 1969
- Обладатель Кубка кубков — 1970
- Победитель Чемпионата Великобритании — 1974¹

¹ Разделённый титул